# Philly Joe Jones
Philly Joe Jones (15. července 1923 Filadelfie, Pensylvánie, USA – 30. srpna 1985 tamtéž) byl americký jazzový bubeník. V letech 1955–1958 byl členem prvního kvartetu Milese Davise, se kterým nahrál několik alb, například The Musings of Miles (1955), 'Round About Midnight (1957), Milestones (1958) nebo Porgy and Bess (1959). Mimo Davise hrál na řadě dalších alb mnoha umělců, mezi které patří John Coltrane, Dexter Gordon či Bill Evans. V posledních letech svého života vystupoval se skupinou Dameronia.